# Sodaurt (slægt)
Sodaurt (Salsola) er en slægt med ca. 20 arter, der er udbredt i Nordafrika, Mellemøsten og Centralasien samt Europa, hvor de er tilpasset overlevelse under meget tørre forhold med et højt indhold af salte i jorden. Det er enårige, urteagtige planter, halvbuske, buske eller små træer. Bladene sidder for det meste spredt, og de er ustilkede og hele med hel bladrand. Blomsterne er regelmæssige og 5-tallige med sammenvokset, hindeagtigt blomster. Frugterne er nødder, som omsluttes af det blivende bloster. 
| Beskrevne arter |

- Sodaurt (Salsola kali)
- Komarovsodaurt (salsola komarovii)
- Munkeskæg (Salsola soda)
- Russisk sodaurt (Salsola tragus)

| Andre arter |

| - Salsola acutifolia - Salsola aphylla - Salsola arbuscula - Salsola barbata - Salsola collina - Salsola coquimbana - Salsola glabrescens - Salsola incanescens - Salsola longifolia | - Salsola orientalis - Salsola paletzkianum - Salsola paulsenii - Salsola procumbens - Salsola richleri - Salsola sogdiana - Salsola tuberculatiformis - Salsola vermiculata |

## Kuriosa
En vindheks er indtørrede planter i slægten Sodaurt (Salsola), som oftest forekommer på prærien. Vindheksen bliver blæst hen over landskabet, ofte efterfulgt af sand og støv. Vindheksen benyttes også i film og tegnefilm, for at demonstrere stilhed. Til dette anvendes ofte også lyden af cikader.
- Indtørret Sodaurt
- En vindheks